# José Miguel Argüelles
José Miguel Argüelles Terry (Lima, 13 de enero de 1999), también conocido como José Argüelles, es un actor y productor peruano de ascendencia española. Alcanzó al estrellato por interpretar el personaje estelar de Cristóbal Seminario en la telenovela peruana Papá en apuros,y haber protagonizado en diferentes obras de teatro. 

## Biografía

### Primeros años
Nació el 13 de enero de 1999 en Lima, bajo el nombre de José Miguel Argüelles Terry. Proveniente de una familia de ascendencia española, cursó su etapa escolar en el Colegio Nivel A y tras concluir la secundaria, estudió la carrera de Ciencias de la Comunicación en la Universidad San Ignacio de Loyola, en el cual abandonaría la profesión.

### Carrera
Poco tiempo después, optaría por la actuación participando en los talleres de la Escuela Nacional Superior de Arte Dramático, complementando sus estudios de Vocal Coaching en Broadway Academy de la mano de Piero Vidal y talleres de teatro en la productora La Pieza Meisner.
Argüelles debutó como actor a la edad de veinte años en el año 2019, sumándose al reparto secundario de la serie histórica peruana El último bastión y más tarde, obtiene su primer protagónico en 2021 con la obra de teatro Los hijos de Afrodita, interpretando a Eros, el dios del amor en la mitología griega, hijo de la diosa Afrodita, protagonista de la trama.Argüelles participó en algunos comerciales de televisión como El internet de los winners de la empresa telefónica Entel.
En ese año, protagoniza el montaje El salto de Renato Piaggio, donde interpreta a un joven que intenta suicidarse debido a sus problemas emocionales,obteniendo la nominación de los Premios El Oficio Crítico a finales de año en la categoría «Mejor actor de unipersonal» sin conseguir el galardón, ocupando el segundo puesto de las votaciones. Esta obra recibió la colaboración de la Asociación Cultural Kapchiy a través del proyecto Diferente.
Además, participó como protagonista de la cinta cómica ¡Corte! con el personaje de César ese año y comparte el rol al lado de Nathaly Barrazueta y Paola Fernández, siendo galardonada en el Festival Corto de Vista.Seguidamente, interpreta a Morfeo en la obra de teatro Los otrosy Andriu en Ella: La que hubiera amado.
Como productor de teatro, Argüelles prestó su presencia en la elaboración de las ficciones Departamento de solteros y Un viaje hacia Plutano en 2021.
En el año 2023, protagoniza la obra de teatro Historia de un amor para el Teatro AAA (de la Asociación de Artistas Aficionados), teniendo como director general a Bhrayann André.Además, fue parte del reparto de la ficción Cerebros cerebritos.
Tras cuatro años de trayectoria artística, Argüelles obtuvo por primera vez su paso al estrellato, siendo coprotagonista de la telenovela cómica romántica Papá en apuros a finales de año, interpretando al personaje del cadete Cristóbal Seminario, hijo mayor del capitán de fragata Martín Seminario, quién se encarga de dar el ejemplo a sus hermanos menores Luna, Vasco y Marina, y está enamorado de Stephanie Quiroz, interpretada por la actriz Paulina Bazán. Seguidamente, fue parte de la obra de teatro Costumbres como Gabriel, siendo presentado en el Teatro Mocha Graña de Barranco.
En el año 2024, fue protagonista del drama juvenil Boys, bajo el personaje de Benny, y compartió roles con otros actores como Jorge Guerra y Matias Spitzer.

## Filmografía

### Teatro
| Año       | Título                     | Rol      | Notas             |
| --------- | -------------------------- | -------- | ----------------- |
| 2021      | Los hijos de Afrodita      | Eros     | Rol protagónico   |
| 2021      | Departamento de solteros   | Él mismo | Productor general |
| 2021      | Un viaje hacia Plutano     | Él mismo | Productor general |
| 2021-2022 | El salto                   | Joven    | Rol protagónico   |
| 2022      | Los otros                  | Morfeo   | Rol principal     |
| 2022      | Ella: La que hubiera amado | Andriu   | Rol protagónico   |
| 2023      | Historias de un amor       | Matt     | Rol protagónico   |
| 2023      | Costumbres                 | Gabriel  | Rol principal     |
| 2023      | Pescando en alta mar       |          | Rol coprotagónico |
| 2023      | Cerebros cerebritos        |          | Rol principal     |
| 2024      | Boys                       | Benny    | Rol protagónico   |

### Cine
| Año  | Título                             | Rol               | Notas           |
| ---- | ---------------------------------- | ----------------- | --------------- |
| 2022 | ¡Corte!                            | César             | Rol protagónico |
| 2022 | La casa Vega                       |                   | Rol protagónico |
| 2022 | Fabio                              | Fabio             | Rol protagónico |
| 2023 | Soltera, casada, viuda, divorciada | Jugador de billar | Cameo           |

### Televisión
| Año       | Título                    | Rol                 | Notas                                          | Emisión            |
| --------- | ------------------------- | ------------------- | ---------------------------------------------- | ------------------ |
| 2019      | El último bastión         |                     | Rol secundario                                 | TV Perú            |
| 2022      | Solamente milagros        |                     | Rol principal                                  | América Televisión |
| 2023–2024 | Papá en apuros            | Cristóbal Seminario | Protagonista                                   | Latina Televisión  |
| 2024      | El gran chef famosos      | Él mismo            | Participante                                   | Latina Televisión  |
| 2024–2025 | Nina de azúcar            | Bruno Garay Corradi | Reparto principal                              | América Televisión |
| 2025      | La rosa de Guadalupe Perú | Amigo de Ismael     | Episodio: «Lo más sublime que tiene una mujer» | América Televisión |
| 2025      | Brujas                    | Pedro Luis          | Reparto recurrente                             | Vix                |

## Premios y nominaciones
| Año  | Premios                   | Categoría                    | Trabajo  | Resultado | Ref.   |
| ---- | ------------------------- | ---------------------------- | -------- | --------- | ------ |
| 2021 | Premios El Oficio Crítico | «Mejor actor de unipersonal» | El salto | Nominado  | [ 11 ] |